# دهستان بالارخ
بالارخ، دهستانی از توابع بخش جلگه‌رخ شهرستان تربت حیدریه در استان خراسان رضوی در ایران است.

## جمعیت
براساس سرشماری سال ۱۳۸۵جمعیت آن ۷۴۸۳نفر (۱۸۹۱خانوار) بوده است.